# Jean-Pierre Abelin
Jean-Pierre Abelin (Poitiers, 3 de Setembro de 1950) é um político francês.
Foi membro da União pela Democracia Francesa até 2007, altura em que integrou o Partido Social Libéral Européen (Novo Centro).